# Botanic Gardens and Parks Authority
El Botanic Gardens and Parks Authority es una autoridad administrativa dependiente del gobierno del estado de Australia Occidental, encargado de la administración del Kings Park y el Bold Park.
La proclamación de la "anic Gardens and Parks Authority Act 1998" en 1999 disolvió a la junta administrativa "Kings Park Board" y estableció la autoridad administrativa "Botanic Gardens and Park Authority (BGPA)" y a su junta de gerencia para controlar y administrar al Kings Park y otros terrenos (actualmente Bold Park).